# Heroines Run the Show
Heroines Run the Show (japanisch ヒロインたるもの！～嫌われヒロインと内緒のお仕事～ Hiroin Tarumono! Kiraware Hiroin to Naisho no Oshigoto) ist eine Anime-Fernsehserie des Studios Lay-duce aus dem Jahr 2022. Sie basiert auf dem Musikprojekt Kokuhaku Jikkō Iinkai: Ren'ai Series der Vocaloid-Gruppe HoneyWorks. Die Geschichte erzählt von einer Oberschülerin, die durch einen Nebenjob zur Managerin zweier Idols wird, die zugleich ihre Klassenkameraden sind.

## Handlung
Zur Oberschule wechselt Hiyori Suzumi (涼海 ひより) auf eine Schule in Tokio, da sie bei ihrer Familie auf dem Land nicht auf eine Schule mit Leichtathletik-Klub gehen kann. Doch will sie ihrer Leidenschaft, dem Hürdenlauf, unbedingt weiter nachgehen und es zu den Landesmeisterschaften schaffen. Im Gegensatz zur unauffälligen Hiyori werden zwei ihrer Mitschüler von vielen anderen umschwärmt: Yūjirō Someya (染谷 勇次郎) und Aizō Shibasaki (柴崎 愛蔵) sind die Teenager-Idols LIP×LIP und gehen in ihre Klasse – und Hiyori sitzt genau zwischen ihnen. Sie bemerkt, dass sich die beiden eher heimlich immer wieder streiten und macht ihnen durch unbedachte Äußerungen gleich zu Beginn Schwierigkeiten. Da Hiyori mit Idols aber nichts zu tun hat, gehen sie schnell auf Distanz. Dennoch findet Hiyori in Juri Hattori (服部 樹里) und Chizuru Nakamura (中村 千鶴) schnell zwei neue Freundinnen und auch im Klub wird sie gut aufgenommen. Ihre Familie will sie zwar gern unterstützen, doch Hiyori will ihnen nicht alles aufbürden und sucht sich daher einen Nebenjob, um ihren Lebensunterhalt selbst zu bestreiten. Eine Anzeige mit gutem Gehalt führt sie zu einem Veranstaltungsmanagement – wo Hiyori überraschend als Nachwuchs-Managerin für LIP×LIP eingestellt wird.
Zunächst sind Hiyoris neue Schützlinge gegen ihre Managerin, doch zumindest Hiyori bemüht sich. Für ihre Chefinnen ist es von Vorteil, dass das Mädchen auch in der Schule ein Auge auf die beiden Sternchen werfen kann. Denn sie streiten sich gern, wenn sie unbeobachtet sind und ihre für die Öffentlichkeit aufgesetzte Maske absetzen können. Beide wollen zwar ihre Idol-Karriere verfolgen, können aber noch schlecht zusammenarbeiten. Während Hiyori sich langsam einarbeitet und die Marotten der beiden lernt, verbessert sie auch die Kommunikation zwischen ihnen. So wird Hiyori nach und nach akzeptiert und sogar in Schutz genommen, als sie zur Zielscheibe von Eifersüchteleien wird. Und als die schulischen Leistungen nachlassen, greifen Yūjirō und Aizō Hiyori auch unter die Arme. In der Schule und vor ihren Freunden aber muss sie ihre Arbeit geheim halten und Distanz zu ihren Schützlingen wahren. Schließlich helfen die im Showgeschäft erfahrenen Jungs dem Mauerblümchen, sich herauszuputzen, als sie ihren alten Kindheitsfreund trifft. Dem helfen sie auf die Sprünge, endlich seine Liebe zu Hiyori zu gestehen. Die weist ihn zwar nicht ab, will aber zunächst weiter in Tokio bleiben. Denn sowohl ihre Klub-Aktivität als auch die Arbeit als Managerin will sie weitermachen. Während es immer schwieriger wird, beides unter einen Hut zu bekommen, kann sich Hiyori immer mehr für LIP×LIP begeistern, obwohl sie bis dahin nichts von Idols hielt.
Auch die beiden Jungs lernen die Unterstützung von Hiyori schätzen. Durch sie fügen sie sich auch besser in den Schulalltag ein, finden ein natürlicheres Verhältnis zu ihren Fans und Spaß und Motivation bei ihrer Arbeit. Doch schließlich kommt trotz aller Vorsicht das Gerücht auf, dass Yūjirō oder Aizō eine Liebesbeziehung mit Hiyori hätten – angefacht durch Fotos der drei, die an der Schule verbreitet wurden. Unter den Fans und in der Öffentlichkeit entsteht ein Skandal darum und Hiyori zieht sich von ihrer Arbeit zurück, obwohl die beiden Jungs sie gerne bei sich behalten hätten. Durch Zufall und Yūjirōs Zutun kommt heraus, dass Chizuru Nakamura die Bilder verbreitet hat. Sie ist schon lange, wenn auch heimlich, großer Fan der beiden und war eifersüchtig auf Hiyori. Die will Chizuru zur Rede stellen und wird von ihr geschlagen, was Chizuru dann sehr bereut. Wegen der Probleme, die Chizuru allen bereitet hat, will sie nicht mehr Fan von LIP×LIP sein. Als dann aber ein wichtiges Konzert ansteht, wird Hiyori zur Feier des Anlasses noch einmal als Managerin dazugeholt. Sie kann auch Chizuru überzeugen, zum Konzert zu kommen, nachdem sie ihr von ihrer Arbeit als Managerin erzählt hat. Schließlich wird Hiyori angeboten, dauerhaft als Managerin zu arbeiten.

## Produktion und Veröffentlichung
Die Serie entstand unter der Regie von Noriko Hashimoto bei Studio Lay-duce. Hauptautor war Yoshimi Narita und Produzent war Shunsuke Saito. Die Idee geht auf das Lied Heroine Tarumono! von HoneyWorks zurück. Das Charakterdesign entwarf Kaori Ishii und die künstlerische Leitung lag bei Ryōsuke Obokata. Für den Ton war Yukio Nagasaki verantwortlich, für die Kameraführung Yomogiko Murano.
Die insgesamt 12 Folgen wurden vom 7. April bis zum 23. Juni 2022 von den Sendern TV Tokyo, BS Fuji, MBS und AT-X in Japan ausgestrahlt. Parallel erfolgte die internationale Veröffentlichung bei der Plattform Crunchyroll mit Untertiteln unter anderem auf Deutsch und Englisch.

### Synchronisation
| Rolle                    | japanische Stimme (Seiyū) |
| ------------------------ | ------------------------- |
| Hiyori Suzumi            | Inori Minase              |
| Yūjirō Someya (LIP×LIP)  | Kōki Uchiyama             |
| Aizō Shibasaki (LIP×LIP) | Nobunaga Shimazaki        |
| Juri Hattori             | Ayane Sakura              |
| Chizuru Nakamura         | Saori Hayami              |

### Musik
Neben der Gruppe HoneyWorks war auch Moe Hyūga an der Musik für die Serie beteiligt. Das Vorspannlied ist Julietta von LIP×LIP, die Abspanne sind mit folgenden Liedern unterlegt:
- Tokyo Sunny Party von Inori Minase, Ayane Sakura, & Saori Hayami
- Kawaiku Naritai von HoneyWorks feat. Inori Minase & Momo Asakura (Folge 6)
- Romeo von Kotarō Enomoto (Natsuki Hanae) und Ken Shibasaki (Takuya Eguchi) (Folge 8)
- Yume Fanfare von Sora Amamiya & Shiina Natsukawa (Folge 10)
- Heroine Ikusei Keikaku (ヒロイン育成計画) von Hiyori Suzumi (Inori Minase), Juri Hattori (Ayane Sakura), Chizuru Nakamura (Saori Hayami) (Folge 12)

Während einzelner Folgen werden außerdem die Lieder Romeo und Yappa Saikyō (やっぱ最強) von LIP×LIP eingespielt.